# Commelinaceae
{{Taxobox
| name = 
| image = Tradescantia Spiderworts.jpg
| image_width = 250п
| image_caption = собна лозица Tradescantia
| regnum = 
| divisio = 
| classis = 
| ordo = 
| familia = 
| familia_authority = Mirb. (1804)
| subdivision_ranks = потфамилије и родови
| subdivision = 
-{Cartonematoideae (Pichon) G. C. Tucker
Cartonema
Triceratella
Commelinoideae Eaton
Aetheolirion
Amischotolpe
Aneilema
Anthericopsis
Belosynapsis
Buforrestia
Callisia
Cochliostema
Coleotrype
Commelina
Cyanotis
Dichorisandra
Dictyospermum
Elasis
Floscopa
Geogenanthus
Gibasis
Gibasoides
Matudanthus
Murdannia
Palisota
Plowmanianthus
Pollia
Polyspatha
Pseudoparis
Rhopalephora
Sauvallea
Siderasis
Spatholirion
Stanfieldiella
Streptolirion
Thyrsanthemum
Tinantia
Tradescantia
Tricarpelema
Tripogandra
Weldenia}-
}}
Commelinaceae је фамилија монокотиледоних скривеносеменица из истоименог реда (Commelinales). Обухвата 40 родова са 652 врсте.
Велики број врста ове фамилије узгаја се као украсне и собне биљке. Најпознатији род је собна лозица, Tradescantia.